# Fußballclub Viktoria Köln 1904 2019-2020
Questa voce raccoglie le informazioni riguardanti il Fußballclub Viktoria Köln 1904 nelle competizioni ufficiali della stagione 2019-2020.

## Stagione
Nella stagione 2019-2020 il Viktoria Colonia, allenato da Pavel Dočev, concluse il campionato di 3. Liga al 12º posto.

## Rosa
| N. |                                 | Ruolo | Calciatore        |
| -- | ------------------------------- | ----- | ----------------- |
| 1  | Germania (bandiera)             | P     | Sebastian Patzler |
| 3  | Germania (bandiera)             | D     | Sascha Eichmeier  |
| 4  | Germania (bandiera)             | C     | Lars Dietz        |
| 5  | Bosnia ed Erzegovina (bandiera) | D     | Sead Hajrović     |
| 6  | Germania (bandiera)             | D     | Fabian Holthaus   |
| 7  | Germania (bandiera)             | A     | Simon Handle      |
| 8  | Germania (bandiera)             | C     | Mike Wunderlich   |
| 9  | Giamaica (bandiera)             | A     | Michael Seaton    |
| 10 | Polonia (bandiera)              | C     | André Dej         |
| 11 | Germania (bandiera)             | C     | Richmond Tachie   |
| 12 | Kosovo (bandiera)               | A     | Albert Bunjaku    |
| 13 | Germania (bandiera)             | P     | Mark Depta        |
| 14 | Germania (bandiera)             | D     | Steffen Lang      |
| 16 | Germania (bandiera)             | D     | Jonas Carls       |
| 17 | Germania (bandiera)             | D     | Bernard Kyere     |

| N. |                     | Ruolo | Calciatore           |
| -- | ------------------- | ----- | -------------------- |
| 18 | Germania (bandiera) | C     | Kai Klefisch         |
| 19 | Germania (bandiera) | C     | Kevin Holzweiler     |
| 20 | Germania (bandiera) | A     | Sven Kreyer          |
| 21 | Germania (bandiera) | C     | Dario De Vita        |
| 22 | Germania (bandiera) | C     | Marcel Gottschling   |
| 23 | Germania (bandiera) | C     | Moritz Fritz         |
| 24 | Germania (bandiera) | D     | Tobias Willers       |
| 27 | Germania (bandiera) | C     | Mart Ristl           |
| 28 | Germania (bandiera) | D     | Patrick Koronkiewicz |
| 29 | Germania (bandiera) | A     | Steven Lewerenz      |
| 30 | Germania (bandiera) | D     | Jan-Lukas Funke      |
| 33 | Germania (bandiera) | P     | André Weis           |
| 35 | Germania (bandiera) | C     | Hamza Saghiri        |
| 36 | Germania (bandiera) | D     | Dominik Lanius       |
| 37 | Germania (bandiera) | P     | Daniel Mesenhöler    |

## Organigramma societario
Area tecnica
- Allenatore: Pavel Dočev
- Allenatore in seconda: Markus Brzenska, Yuki Hamano, Özkan Turp
- Preparatore dei portieri: Georgios Berneanou
- Preparatori atletici: Alex Kuhnert, Werner Schoupa, Tim Insberg

## Calciomercato

### Sessione estiva
| Acquisti | Acquisti          | Acquisti               | Acquisti |
| R.       | Nome              | da                     | Modalità |
| -------- | ----------------- | ---------------------- | -------- |
| C        | Lars Dietz        | Union Berlino          |          |
| C        | Richmond Tachie   | Wolfsburg II           |          |
| C        | André Dej         | Jahn Ratisbona         |          |
| C        | Moritz Fritz      | Fortuna Colonia        |          |
| D        | Jan-Lukas Funke   | Eintracht Braunschweig |          |
| C        | Timo Hölscher     | Viktoria Colonia U19   |          |
| D        | Fabian Holthaus   | Energie Cottbus        |          |
| D        | Bernard Kyere     | Fortuna Colonia        |          |
| D        | Dominik Lanius    | Preußen Münster        |          |
| P        | Daniel Mesenhöler | Duisburg               |          |
| C        | Suheyel Najar     | Bonner                 |          |
| C        | Mart Ristl        | Aalen                  |          |

| Cessioni | Cessioni             | Cessioni               | Cessioni |
| R.       | Nome                 | a                      | Modalità |
| -------- | -------------------- | ---------------------- | -------- |
| D        | Jannis Fraundörfer   | Eintracht Rheine       |          |
| D        | Sebastian Wimmer     | Zwickau                |          |
| A        | Dimitrios Popovic    | Zemplín Michalovce     |          |
| C        | Felix Backszat       | Rödinghausen           |          |
| D        | Fabian Baumgärtel    | Elversberg             |          |
| C        | Christian Derflinger | Rödinghausen           |          |
| A        | Timm Golley          | Saarbrücken            |          |
| A        | Nicolas Hebisch      | Lubecca                |          |
| C        | Hendrik Lohmar       | Verl                   |          |
| D        | Stefano Maier        | Homburg                |          |
| P        | Ron Meyer            | Viktoria Arnoldsweiler |          |
| A        | Yves Mfumu           | Blumenthaler SV        |          |
| A        | Lucas Musculus       | Colonia II             |          |
| D        | Daniel Reiche        | FSV Schöningen         |          |

### Sessione invernale
| Acquisti | Acquisti        | Acquisti       | Acquisti |
| R.       | Nome            | da             | Modalità |
| -------- | --------------- | -------------- | -------- |
| D        | Jonas Carls     | Schalke 04     |          |
| D        | Sead Hajrović   | Winterthur     |          |
| P        | André Weis      | Jahn Ratisbona |          |
| A        | Steven Lewerenz | Virton         |          |
| A        | Michael Seaton  | Orange County  |          |

| Cessioni | Cessioni                  | Cessioni          | Cessioni |
| R.       | Nome                      | a                 | Modalità |
| -------- | ------------------------- | ----------------- | -------- |
| A        | Ernesto Carratala-Jimenez | Bergisch Gladbach |          |
| C        | Timo Hölscher             | Fortuna Colonia   |          |
| C        | Suheyel Najar             | Fortuna Colonia   |          |

## Risultati

### 3. Liga

#### Girone di andata
| Arbitro: | Stieler |

|                                      |           |                                 |
| Kyere 9’ (aut.) Breier 13’ Opoku 19’ | Marcatori | 27’, 62’ Bunjaku 49’ Holzweiler |

| Arbitro: | Alt |

|                             |           |                            |
| Bunjaku 22’, 47’ Handle 32’ | Marcatori | 75’ (rig.) Bozic 80’ Bonga |

| Arbitro: | Winter |

|  |           |                  |
|  | Marcatori | 53’ Mai 76’ Sohm |

| Arbitro: | Lechner |

|                        |           |                                                        |
| Wriedt 61’ (rig.), 87’ | Marcatori | 10’, 35’ Bunjaku 18’, 69’ (rig.) Wunderlich 88’ Handle |

| Arbitro: | Burda |

|  |           |                          |
|  | Marcatori | 63’ Heinrich 69’ Bigalke |

| Arbitro: | Pfeifer |

|  |           |                                       |
|  | Marcatori | 31’ Bunjaku 38’ Handle 66’ Wunderlich |

| Arbitro: | Sather |

|                                      |           |  |
| Handle 22’ Lanius 29’ Holzweiler 70’ | Marcatori |  |

| Arbitro: | Zorn |

|                          |           |                                |
| Dadaşov 78’ Mörschel 87’ | Marcatori | 8’, 18’ Wunderlich 72’ Bunjaku |

| Colonia 21 settembre 2019, ore 14:00 CEST 9ª giornata | Viktoria Colonia | 0 – 0 referto | Eintracht Braunschweig | Sportpark Höhenberg (4 408 spett.)\| Arbitro: \| Haslberger \| |
| Arbitro:                                              | Haslberger       |               |                        |                                                                |

| Arbitro: | Lossius |

|                                      |           |  |
| König 6’ Huth 33’, 56’ Viteritti 43’ | Marcatori |  |

| Arbitro: | Badstübner |

|                        |           |                              |
| Bunjaku 40’ Handle 42’ | Marcatori | 14’ Christiansen 17’ Seegert |

| Arbitro: | Rafalski |

|                |           |                |
| Puttkammer 11’ | Marcatori | 67’ Wunderlich |

| Arbitro: | Hanslbauer |

|           |           |             |
| Handle 9’ | Marcatori | 20’ Bertram |

| Arbitro: | Willenborg |

|                                    |           |                        |
| Mölders 5’, 80’ Lex 31’ Berzel 83’ | Marcatori | 70’ Handle 86’ Bunjaku |

| Arbitro: | Gerach |

|                            |           |                         |
| Bunjaku 50’ Wunderlich 83’ | Marcatori | 37’ Gabriele 90’ Donkor |

| Arbitro: | Bacher |

|                          |           |             |
| Vermeij 42’ Scepanik 85’ | Marcatori | 24’ Bunjaku |

| Arbitro: | Schwengers |

|                            |           |                                                        |
| Wunderlich 70’, 84’ (rig.) | Marcatori | 10’ Bachmann 42’ Kühlwetter 65’ Thiele 88’ Skarlatidis |

| Arbitro: | Siewer |

|                                          |           |             |
| Sontheimer 52’ Schuppan 64’ Pfeiffer 75’ | Marcatori | 46’ Bunjaku |

| Arbitro: | Lossius |

|  |           |          |
|  | Marcatori | 85’ Mbom |

#### Girone di ritorno
| Arbitro: | Winter |

|            |           |                                                       |
| Tachie 88’ | Marcatori | 11’ Scherff 16’ Öztürk 29’ Breier 80’, 89’ Thellufsen |

| Arbitro: | Rafalski |

|                                |           |                            |
| Hosiner 25’ (rig.), 38’ (rig.) | Marcatori | 32’ Wunderlich 36’ Bunjaku |

| Arbitro: | Reichel |

|                         |           |                                               |
| Mai 65’, 90’ Fetsch 71’ | Marcatori | 6’ Carls 49’ Klefisch 79’ Seaton 83’ Lewerenz |

| Arbitro: | Gasteier |

|                         |           |                                        |
| Handle 59’ Lewerenz 82’ | Marcatori | 14’ Wriedt 70’, 90’ Singh 89’ Richards |

| Arbitro: | Exner |

|                        |           |            |
| Stroh-Engel 62’ (rig.) | Marcatori | 2’ Bunjaku |

| Arbitro: | Hanslbauer |

|             |           |  |
| Lewerenz 8’ | Marcatori |  |

| Arbitro: | Weickenmeier |

|  |           |              |
|  | Marcatori | 53’ Lewerenz |

| Arbitro: | Bacher |

|                            |           |                     |
| Bunjaku 83’ Wunderlich 85’ | Marcatori | 49’ Pires-Rodrigues |

| Arbitro: | Günsch |

|                                        |           |                           |
| Bürger 10’ Kobylański 40’ Bär 65’, 80’ | Marcatori | 3’ Wunderlich 62’ Saghiri |

| Arbitro: | Braun |

|                                         |           |  |
| Bunjaku 63’ Wunderlich 81’ Holthaus 90’ | Marcatori |  |

| Arbitro: | Alt |

|                |           |            |
| Korte 47’, 84’ | Marcatori | 36’ Kreyer |

| Arbitro: | Kessel |

|              |           |                                  |
| Lewerenz 26’ | Marcatori | 8’ Undav 33’ Rama 66’ Kleinsorge |

| Arbitro: | Lechner |

|                       |           |  |
| Costly 29’ Roczen 90’ | Marcatori |  |

| Arbitro: | Gasteier |

|                            |           |  |
| Bunjaku 56’ Holzweiler 81’ | Marcatori |  |

| Arbitro: | Pfeifer |

|                          |           |                                 |
| Gabriele 16’, 70’ (rig.) | Marcatori | 6’, 66’ Wunderlich 76’ Klefisch |

| Arbitro: | Siewer |

|             |           |  |
| Bunjaku 49’ | Marcatori |  |

| Arbitro: | Exner |

|                                        |           |  |
| Kühlwetter 19’ Hercher 86’ Morabet 90’ | Marcatori |  |

| Arbitro: | Storks |

|                                                   |           |              |
| Wunderlich 55’, 89’ Carls 58’ Seaton 63’ Höck 90’ | Marcatori | 72’ Kaufmann |

| Arbitro: | Hussein |

|             |           |             |
| Lukimya 11’ | Marcatori | 56’ Bunjaku |

## Statistiche

### Statistiche di squadra
| Competizione | Punti | In casa | In casa | In casa | In casa | In casa | In casa | In trasferta | In trasferta | In trasferta | In trasferta | In trasferta | In trasferta | Totale | Totale | Totale | Totale | Totale | Totale | DR |
| Competizione | Punti | G       | V       | N       | P       | Gf      | Gs      | G            | V            | N            | P            | Gf           | Gs           | G      | V      | N      | P      | Gf     | Gs     | DR |
| ------------ | ----- | ------- | ------- | ------- | ------- | ------- | ------- | ------------ | ------------ | ------------ | ------------ | ------------ | ------------ | ------ | ------ | ------ | ------ | ------ | ------ | -- |
| 3. Liga      | 51    | 19      | 8       | 4       | 7       | 31      | 30      | 19           | 6            | 5            | 8            | 34           | 41           | 38     | 14     | 9      | 15     | 65     | 71     | -6 |
| Totale       | 51    | 19      | 8       | 4       | 7       | 31      | 30      | 19           | 6            | 5            | 8            | 34           | 41           | 38     | 14     | 9      | 15     | 65     | 71     | -6 |

### Andamento in campionato
| Giornata  | 1 | 2 | 3  | 4 | 5 | 6 | 7 | 8 | 9 | 10 | 11 | 12 | 13 | 14 | 15 | 16 | 17 | 18 | 19 | 20 | 21 | 22 | 23 | 24 | 25 | 26 | 27 | 28 | 29 | 30 | 31 | 32 | 33 | 34 | 35 | 36 | 37 | 38 |
| --------- | - | - | -- | - | - | - | - | - | - | -- | -- | -- | -- | -- | -- | -- | -- | -- | -- | -- | -- | -- | -- | -- | -- | -- | -- | -- | -- | -- | -- | -- | -- | -- | -- | -- | -- | -- |
| Luogo     | T | C | C  | T | C | T | C | T | C | T  | C  | T  | C  | T  | C  | T  | C  | T  | C  | C  | T  | T  | C  | T  | C  | T  | C  | T  | C  | T  | C  | T  | C  | T  | C  | T  | C  | T  |
| Risultato | N | V | P  | V | P | V | V | V | N | P  | N  | N  | N  | P  | N  | P  | P  | P  | P  | P  | N  | V  | P  | N  | V  | V  | V  | P  | V  | P  | P  | P  | V  | V  | V  | P  | V  | N  |
| Posizione | 7 | 6 | 12 | 6 | 7 | 7 | 5 | 4 | 4 | 6  | 7  | 6  | 7  | 8  | 8  | 13 | 15 | 16 | 16 | 16 | 16 | 16 | 17 | 17 | 17 | 16 | 12 | 14 | 13 | 13 | 13 | 15 | 14 | 13 | 12 | 12 | 12 | 12 |

Legenda:

Luogo: C = Casa; T = Trasferta. Risultato: V = Vittoria; N = Pareggio; P = Sconfitta.

### Statistiche dei giocatori
| A. Bunjaku           | 36 | 20 | 3  | 0 |
| J. Carls             | 17 | 2  | 4  | 0 |
| E. Carratala-Jimenez | 2  | 0  | 0  | 0 |
| D. De Vita           | 8  | 0  | 0  | 0 |
| A. Dej               | 22 | 0  | 11 | 0 |
| M. Depta             | 0  | 0  | 0  | 0 |
| L. Dietz             | 21 | 0  | 7  | 0 |
| M. Fritz             | 7  | 0  | 2  | 0 |
| J. Funke             | 7  | 0  | 1  | 0 |
| M. Gottschling       | 33 | 0  | 11 | 0 |
| S. Hajrović          | 14 | 0  | 6  | 0 |
| S. Handle            | 38 | 8  | 1  | 0 |
| F. Holthaus          | 22 | 1  | 3  | 0 |
| K. Holzweiler        | 30 | 3  | 4  | 0 |
| A. Höck              | 2  | 1  | 0  | 0 |
| T. Hölscher          | 0  | 0  | 0  | 0 |
| K. Klefisch          | 26 | 2  | 3  | 0 |
| P. Koronkiewicz      | 22 | 0  | 2  | 0 |
| S. Kreyer            | 19 | 1  | 0  | 0 |
| B. Kyere             | 13 | 0  | 0  | 0 |
| S. Lang              | 10 | 0  | 2  | 0 |
| D. Lanius            | 25 | 1  | 3  | 0 |
| S. Lewerenz          | 14 | 5  | 1  | 0 |
| D. Mesenhöler        | 18 | 0  | 0  | 0 |
| S. Najar             | 5  | 0  | 1  | 0 |
| S. Patzler           | 10 | 0  | 0  | 0 |
| M. Ristl             | 21 | 0  | 3  | 1 |
| H. Saghiri           | 32 | 1  | 11 | 0 |
| M. Seaton            | 9  | 2  | 1  | 0 |
| R. Tachie            | 4  | 1  | 1  | 0 |
| A. Weis              | 10 | 0  | 0  | 0 |
| T. Willers           | 20 | 0  | 3  | 0 |
| M. Wunderlich        | 35 | 17 | 5  | 0 |